# Annie Jump Cannon
Annie Jump Cannon (født 11. december 1863 i Dover, Delaware, død 13. april 1941 i Cambridge, Massachusetts) var en amerikansk astronom. 
Cannon studerede ved Wellesley College og har udelukkende arbejdet ved Harvard-observatoriet, hvor hun 1897—1911 var assistent og fra 1911 har været Curator of astronomical photographs. Cannon har beskæftiget sig med studiet af variable stjerner og har udgivet flere kataloger over disse, hvoraf den vigtigste findes i Harvard Annals, Volume 55. Hendes hovedindsats i astronomien er arbejdet med klassificering af stjernespektre, og sammen med Edward Charles Pickering har hun udsendt den berømte Henry Draper Catalogue, der for 225 300 Stjerner indeholder opgivelser af deres spektraltyper og deres visuelle og fotografiske størrelsesklasser.